# انتخابات الرئاسة اليونانية 2010
الانتخابات الرئاسية اليونانية هي الانتخابات الرئاسية غير المباشرة التي عقدت في 3 فبراير 2010. انتخب الرئيس الحالي كارولوس بابولياس مُرشح حزب الحركة الاشتراكية اليونانية بالتزكية كما هو متوقع (160 مقعداً) حاصلاً على دعم حزب المعارضة الرئيسي وهو حزب الديمقراطية الجديدة (91 مقعداً)، وحزب التجمع الأرثوذكسي الشعبي الأصغر (15 مقعداً). لم يواجه بابولياس منافسة وفاز برئاسة الجمهورية الهيلينية من الاقتراع الأول حاصلاً على 266 صوتاً.